# Huawei P50
Il Huawei P50 e Huawei P50 Pro sono una famiglia di smartphone progettati e commercializzati da Huawei che seguono il Huawei P40 nella serie P, presentati a luglio 2021

## Specifiche tecniche

### Hardware
Huawei P50 è dotato di un display da 6,5" con risoluzione 2700x1224 pixel. Il dispositivo è dotato a seconda dei mercati in cui viene commercializzato di un processore Huawei HiSilicon Kirin 9000 con Mali-G78 MP24 oppure di uno Snapdragon 888 con GPU Adreno 660, 8 GB di memoria RAM e 128/256 GB di ROM. Con il Huawei P50 Pro il display aumenta la propria diagonale a 6,6, ottenendo così una risoluzione di 2700x1228, con le memorie RAM e ROM che sono rispettivamente da 8/12 e 128/256/512 GB. La batteria è da 4100 mAh su P50 e da 4360 su P50 Pro. 
Il modulo fotocamera è composto da tre lenti su P50, una 50 megapixel, una 13 megapixel ultra-wide angle ed una 12 megapixel con zoom ottico 3x. Il P50 Pro possiede una quarta fotocamera. Entrambi i modelli hanno una camera frontale da 32 megapixel.

### Software
Tutte le varianti del Huawei P50 sono state commercializzate con HarmonyOS 2.0 oppure in alcuni mercati con la EMUI 12 basato su Android 12.